# Ma'alot-Tarshiha
Ma'alot-Tarshiha (tiếng Hebrew: מַעֲלוֹת-תַּרְשִׁיחָא; tiếng Ả Rập: معالوت ترشيحا) là một thành phố hỗn hợp ở huyện Bắc ở Israel, cự li khoảng 20 km về phía đông của Nahariya. Thành phố được thành lập năm 1963 thông qua việc sáp nhập thành phố của thị trấn Ả Rập Tarshiha và thị trấn của người Do Thái Ma'alot. Theo Cục thống kê Trung ương Israel, tại thời điểm tháng 12 năm 2009 thành phố có tổng dân số 20.600 người.